# Helladique
Sauf précision contraire, les dates de cet article sont sous-entendues « avant l'ère commune » (AEC), c'est-à-dire « avant Jésus-Christ ».
Le mot Helladique est un terme d'archéologie désignant un ensemble de cultures de Grèce continentale à l'âge du bronze. Ce mot a été créé comme pendant à « Cycladique », qui désigne la culture des Cyclades (3200 à 1050 av. J.-C.) et à « Minoen », qui désigne la civilisation minoenne de Crète (3100 à 1100 av. J.-C.).
Les historiens divisent l'Helladique en trois périodes : Helladique ancien (3000 à 2000 av. J.-C.), Helladique moyen (2000 à 1650 av. J.-C.) et Helladique récent (1650 à 1030 av. J.-C.), durant lequel se développe notamment la civilisation mycénienne, dont l'écriture (linéaire B) a pu être déchiffrée, révélant qu'il s'agissait d'une langue grecque.   
La chronologie helladique est fondée sur un système de datation relative utilisé en archéologie et en histoire de l'art. Il complète le schéma de chronologie minoenne conçu par Arthur Evans pour la catégorisation des objets de l'âge du bronze de la civilisation minoenne dans un cadre historique différent. Alors que la chronologie minoenne est spécifique à la Crète, la chronologie helladique concerne la Grèce continentale pendant la même période (environ 3000 à 1050 av. J.-C.). De même, un système de chronologie cycladique est utilisé pour les artéfacts trouvés dans les iles de la mer Égée. Des preuves archéologiques ont montré que la métallurgie du bronze s'est développée presque simultanément dans toute la région et que les trois schémas se complètent donc. Ils sont regroupés sous le nom d'« égéen » dans des termes tels que l'art égéen et, de façon plus discutée, de période égéenne.
La société et la culture helladiques ont des antécédents en Grèce néolithique lorsque la plupart des établissements étaient de petits villages qui vivaient grâce à l'agriculture. Le développement progressif de compétences telles que la métallurgie du bronze, l'architecture monumentale et la construction de fortifications a entrainé le passage du Néolithique à l'Âge du bronze. L'Helladique tardif (vers 1650 - 1050 av. J.-C.) est parfois appelée l'âge mycénien car Mycènes était alors l'État dominant en Grèce. À la fin de l'Âge du bronze (vers 1050 av. J.-C.), la région gréco-égéenne entre dans une longue période d'éclipse, appelée « siècles obscurs » par les historiens, à la suite de causes encore discutées.

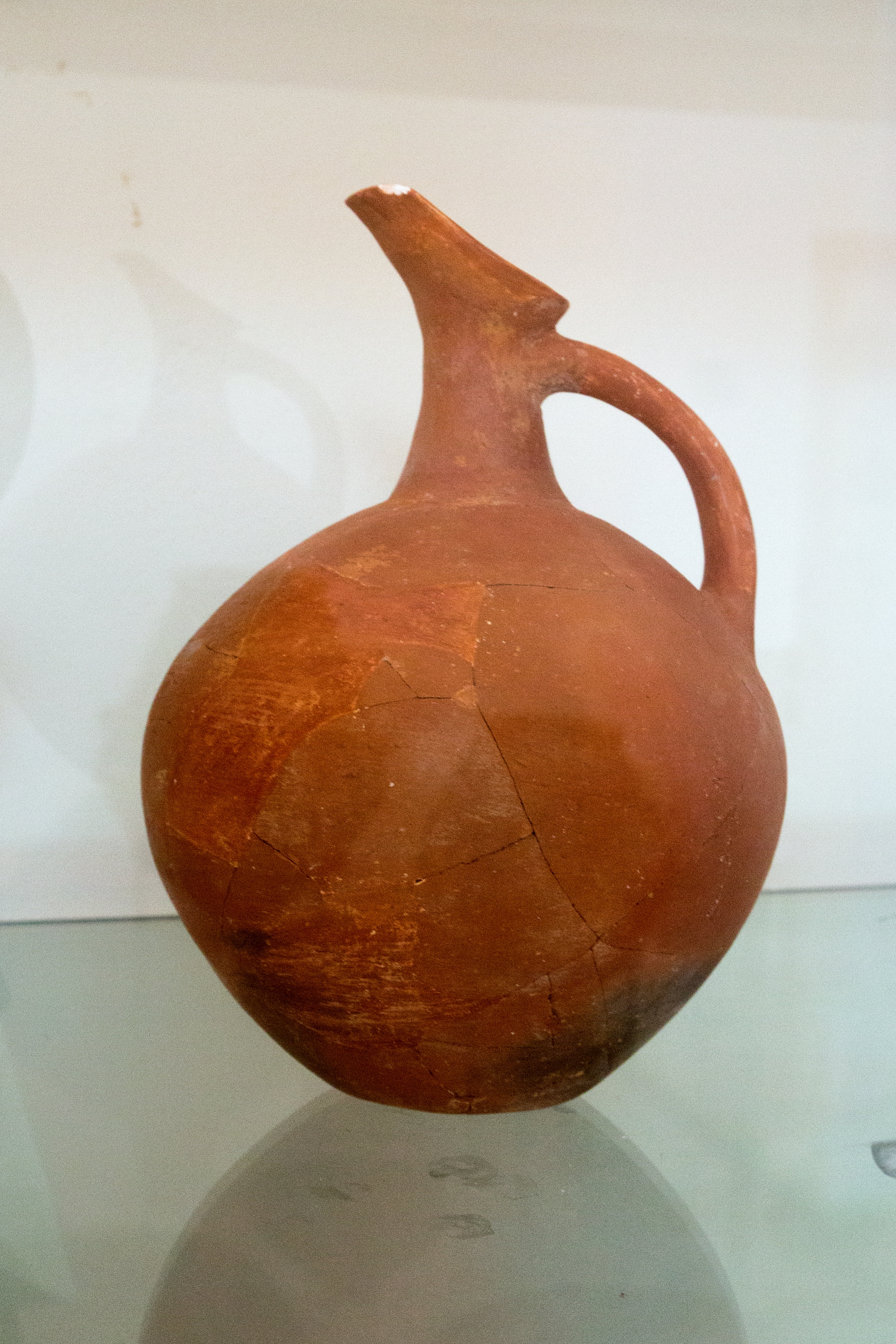
Poterie, Helladique ancien II, 2400-2300 Musée archéologique d'Égine.

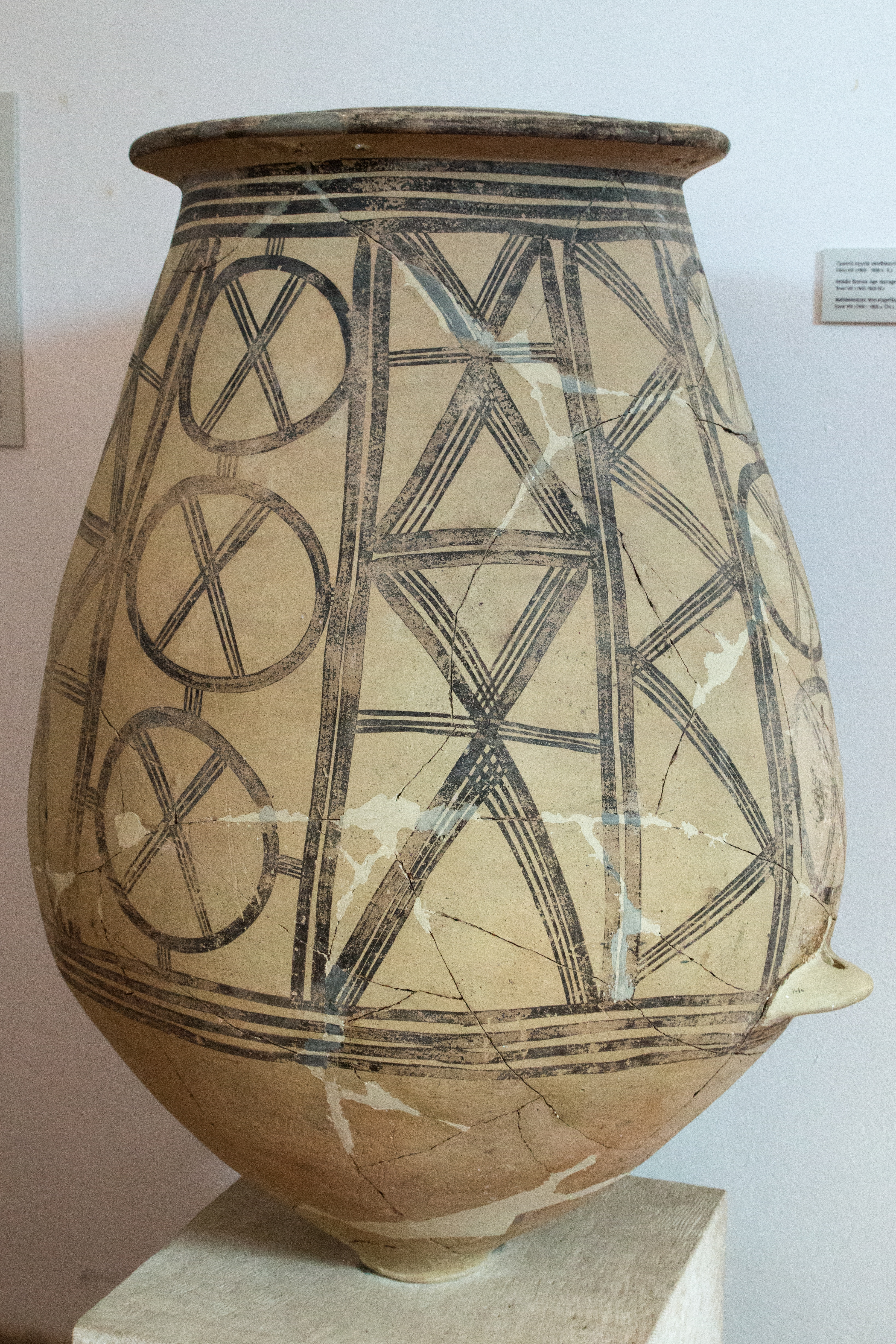
Poterie de l'Helladique moyen, peinte en mat. Égine, ville VIII, 1900-1800 Musée archéologique d'Égine.

## Chronologie
La méthode de datation est principalement fondée sur le style des poteries. La périodisation dérive ainsi principalement de changements dans le style de la poterie, qui est une référence pour la datation relative des artefacts associés tels que les outils et les armes. Sur la base du style et de la technique, Evans a divisé ses découvertes de poterie de l'âge du bronze crétois en trois périodes principales qu'il a appelées Minoen précoce, moyen et tardif.
Celles-ci ont été subdivisées en phases et certaines d’entre elles en sous-phases. Les schémas helladique et cycladique ont été conçus plus tard et ont des subdivisions similaires. Le système d'Evans a remarquablement bien résisté à l'épreuve du temps, mais ses dénominations ne fournissent pas de dates fermes car le changement n'est jamais constant et certains styles ont été conservés beaucoup plus longtemps que d'autres. En fait, c'est en partie ce manque de dates qui a fait leur force.
Plusieurs des dates auxquelles Evans croyait ont certainement changé, et d'autres restent en discussion, bien que dans des fourchettes assez étroites, mais le schéma s'adapte simplement à de tels changements. Certaines poteries peuvent être datées avec une précision raisonnable en se référant à des artefacts égyptiens dont les dates sont plus certaines.
La période se subdivise en :
- Helladique ancien (HA I, II et III) : de 3000 à 2000 av. J.-C. ;
- Helladique moyen (HM I, II et III) : de 2000 à 1650 av. J.-C. ;
- Helladique récent :
  - 1650 – 1600 : Helladique récent I, 1623/1600 éruption volcanique à Théra (Santorin), début du cercle des tombes à fosse B de Mycènes ;
  - 1600 – 1470 : Helladique récent IIA, cercle des tombes à fosse A de Mycènes ;
  - 1470 – 1410 : Helladique récent IIB, construction des premiers palais mycéniens vers la fin de cette phase ;
  - 1410 – 1370 : Helladique récent IIIA1 ;
  - 1370 – 1315 : Helladique récent IIIA2, ca. 1370 palais de Cnossos détruit, puis reconstruit, apogée de la construction des palais mycéniens ;
  - 1315 – 1225 : Helladique récent IIIB1 ;
  - 1225 – 1190 : Helladique récent IIIB2, ca. 1200 destruction de la plupart des palais mycéniens et de celui de Cnossos (discuté) ;
  - 1190 – 1130 : Helladique récent IIIC1 ;
  - 1130 – 1070 : Helladique récent IIIC2 ;
  - 1070 – 1030 : Helladique récent IIIC3.

L'Helladique est suivi par la période dite des « siècles obscurs ».

## Établissements fortifiés
Au cours de la période helladique, un certain nombre d'avancées majeures apparaissent, y compris des établissements urbains fortifiés avec des bâtiments monumentaux tels que des maisons à couloir, qui peuvent prouver l'existence de sociétés complexes organisées par une élite ou au moins atteindre une forme d'État de proto-cité. L'une de ces colonies était Manika, située en Eubée, datée de l'Helladique ancien (2800 - 2200 av. J.-C.). La colonie couvrait une superficie de 70 à 80 hectares, était habitée par 6 000 à 15 000 personnes et était l'une des plus grandes colonies de l'Âge du bronze en Grèce.

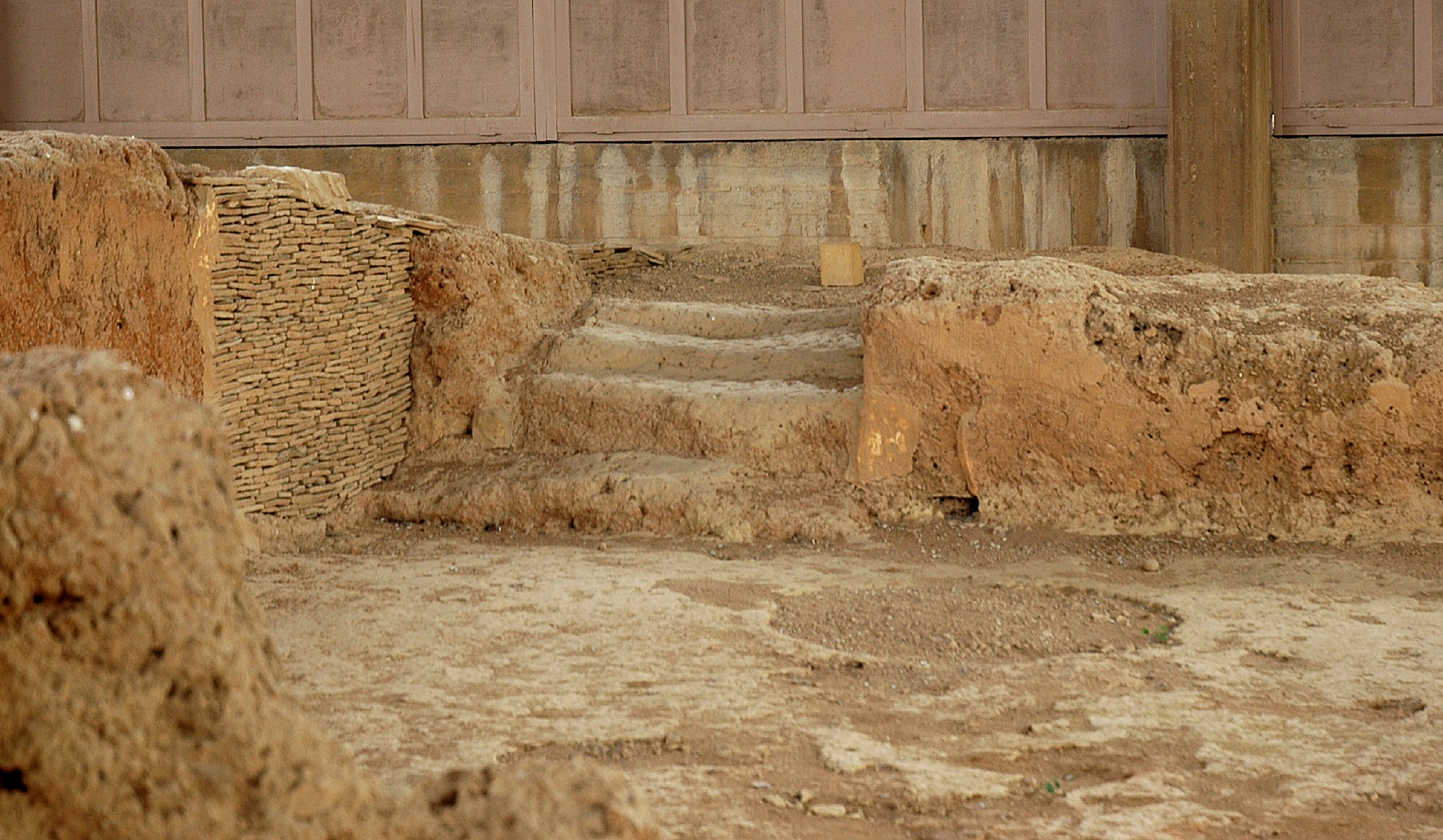
Vue partielle de la Maison des Tuiles

Une autre colonie était Lerne en Argolide, qui était peut-être le plus important et le plus riche des sites helladiques primitifs. La colonie possède un bâtiment monumental connu sous le nom de Maison des Tuiles, une « maison à couloir », remarquable pour plusieurs caractéristiques architecturales avancées pour l'époque, comme son toit recouvert de tuiles cuites, qui a donné son nom au bâtiment. La structure date de la période helladique ancien II (2500-2300 av. J.-C.) et est parfois interprétée comme la demeure d'un membre d'élite de la communauté, un proto-palais ou un centre administratif. Alternativement, il a également été considéré comme une structure communale ou la propriété commune des habitants de la ville. Les fonctions exactes du bâtiment restent inconnues en raison d'un manque d'indications précisant les utilisations spécifiques du bâtiment. La maison avait un escalier menant à un deuxième étage et était protégée par un toit en tuiles. Les débris trouvés sur le site contenaient des milliers de tuiles en terre cuite tombées du toit. Bien que de tels toits aient également été trouvés dans le site helladique précoce d'Akovitika, et plus tard dans les villes mycéniennes de Gla et Midea, ils ne sont devenus courants dans l'architecture grecque qu'au VIIe siècle av. J.-C. Les murs de la Maison des Tuiles ont été construits avec des briques séchées au soleil sur des socles en pierre.

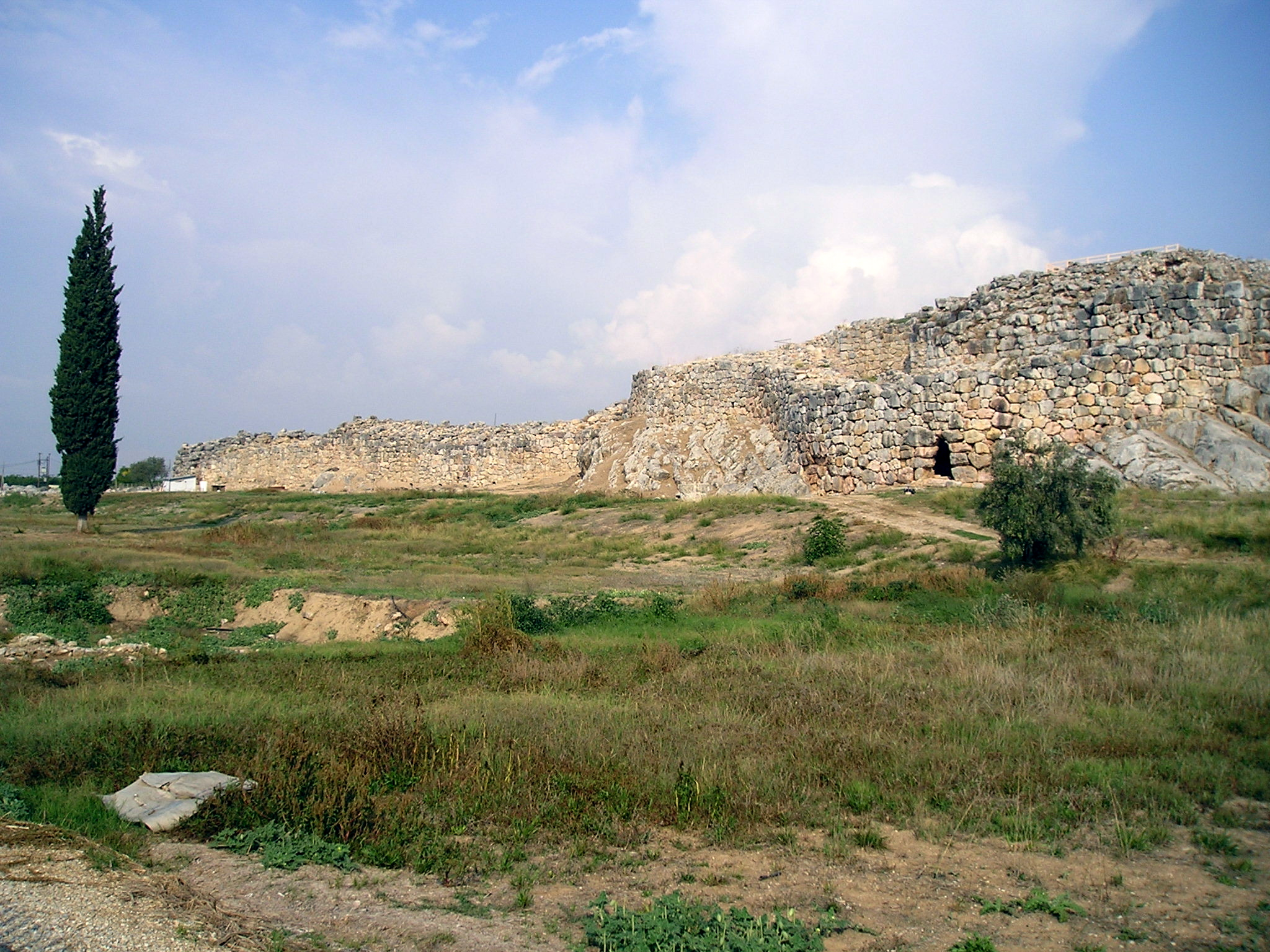
Vue générale de la citadelle de Tirynthe, avec maçonnerie cyclopéenne

Parmi les autres colonies fortifiées, on peut citer Tirynthe, qui couvrait une superficie de 5,9 hectares hébergeant 1 180 à 1 770 personnes, et possédait une grande «maison ronde» carrelée de deux étages d'un diamètre de 28 m sur la citadelle supérieure. Il peut avoir servi de palais ou de temple ou peut-être était-ce un grenier communal.
Parmi les autres sites, citons Ayia Irini, qui couvrait une superficie de 1 hectare et comptait peut-être jusqu'à 1250 habitants, Eutrésis couvrant 8 hectares avec une population estimée de 1 600 à 2 400 habitants, Thèbes couvrant 20 hectares avec une population de 4 000 à 6 000 habitants, Lefkandi (inconnu en taille et en population), et Kolonna (ou Égine), une colonie densément peuplée avec des fortifications impressionnantes, des bâtiments monumentaux en pierre et un urbanisme sophistiqué.
Déjà avant 2500–2400 av. J.-C., Kolonna connut une croissance économique remarquable et possédait sa propre « maison à couloir », appelée Haus am Felsrand (« au bord du rocher, de la falaise »). Au cours de la phase Égine III 2400–2300 av. J.-C., qui correspond à la phase de transition Lefkandi I-Kastri, les preuves de la structure économique et de l'organisation administrative et sociale de la communauté deviennent plus claires. La « Maison Blanche » (165 mètres carrés) constitue le bâtiment communautaire monumental qui succède à la Haus am Felsrand, qui avait la même fonction. Kolonna pourrait constituer le premier État de la mer Égée car il semble être la première société stratifiée dans la région en dehors de la Crète minoenne et peut-être un centre politique dans la période helladique moyenne où elle a atteint le niveau d'un État après les Minoens mais avant les Mycéniens.

## Transformations
À la fin de l'âge du bronze moyen (Helladique moyen pour le continent), les premières tombes à fosse riches des élites locales apparaissent dans le sud de la Grèce continentale, affichant souvent des influences minoennes. La compétition entre les élites montantes pendant la période des tombes à fosse conduit à des conflits régionaux et aboutit au déclin de nombreux dominions locaux sur le continent et peut-être à une première expédition militaire continentale en Crète au XVe siècle. À la fin de ce conflit, la période palatiale (Helladique récent IIIA-B) débute avec quelques régimes politiques éminents centrés notamment à Mycènes, Tirynthe, Pylos, Athènes, Hagios Vasileios en Laconie, Thèbes, Orchomenos et Dimini.
Pendant ce temps, l'influence sur la Crète des centres continentaux s'est intensifiée et les ressources crétoises ont été systématiquement exploitées grâce à la transformation de centres palatiaux et de villes comme Knossos, Hagia Triada et Chania en avant-postes pour l'administration de grandes parties de l'île.

## Populations

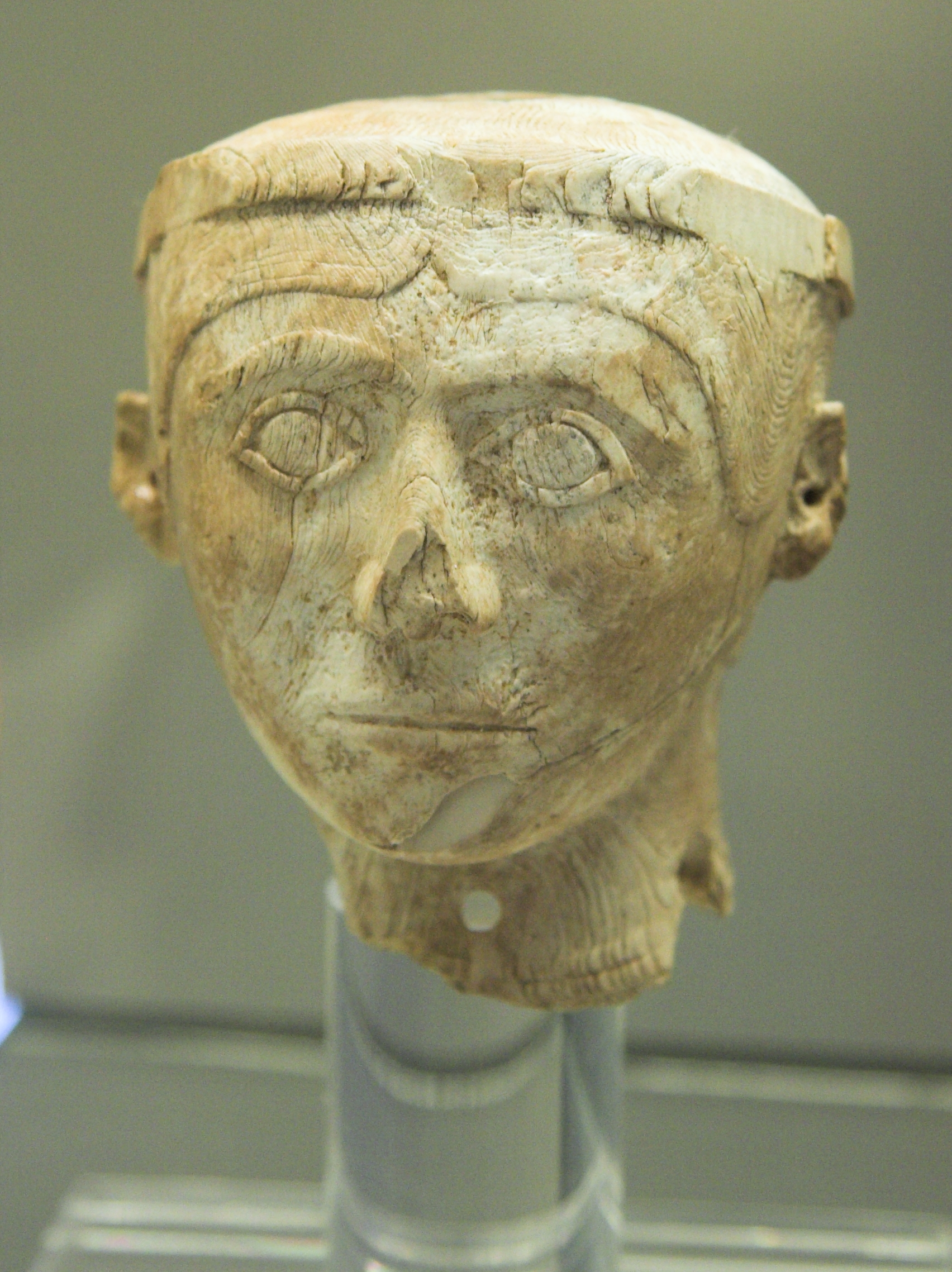
Petite tête, ivoire, période Helladique récent III B, soit 1250-1180 musée archéologique de Mycènes.

Sur la base de données archéologiques étendues, plusieurs hypothèses sur l'origine et le développement des cultures égéennes et de l'Helladique ont été proposées, notamment : l'innovation locale, où les changements auraient été basés sur la continuité génétique et culturelle des groupes néolithiques locaux, l'immigration de nouvelles populations d'Anatolie et du Caucase pendant le bronze ancien (EBA) et l'âge du bronze moyen (MBA) et l'arrivée d'éventuels locuteurs de langues indo-européennes de la steppe pontique au début du bronze ancien.
Une étude de paléogénétique publiée en 2021 suggère une grande homogénéité génomique à travers la mer Égée pendant le bronze ancien malgré des fonds culturels distincts. Les populations du bronze ancien égéen étudiées montrent une plus grande similitude génétique avec les Européens du Sud, en particulier les Sardes d'aujourd'hui. Par rapport à d'autres populations anciennes d'Eurasie, ces populations de l'Égée sont similaires aux autres populations de l'âge du bronze de l'Anatolie et de la mer Égée, mais sont assez distinctes de toutes les populations des Balkans.
L'homogénéité génomique du bronze ancien entre les cultures de la mer Égée et de certaines parties de l'Anatolie peut indiquer que les populations de la mer Égée ont utilisé la mer comme voie pour interagir non seulement culturellement mais aussi génétiquement. Cela est peut-être le résultat d'un réseau de communication intense dans la mer Égée, bien documenté au niveau archéologique.
Cela suggère que les personnes à l'origine de la transition du néolithique à l'âge du bronze avaient pour ancêtres des agriculteurs égéens précédents, conformément aux théories archéologiques mettant en avant une transformation locale vers le bronze ancien.
En revanche, les chercheurs observent une modification de la population entre le bronze ancien et l'âge du bronze moyen. Tous les exemplaires étudiés montrent que les individus de l'âge du bronze moyen du nord de la Grèce sont tout à fait distincts de ceux du bronze ancien égéen. La principale caractéristique qui distingue les populations helladique d'Elati-Logkas de l'âge du bronze moyen de populations minoennes contemporaines, ainsi que des populations du bronze ancien, est la proportion plus élevée d'ascendance « européenne de type chasseur-cueilleur (HG) ». Le fait que les composants chasseurs-cueilleurs de l'Est (EHG) et chasseurs-cueilleurs du Caucase (CHG) sont les principaux composants des populations liées à la steppe, conformément aux études précédentes, confirme l'hypothèse que les populations de la steppe pontique-caspienne ont contribué à l'ascendance des individus de l'Helladique moyen.
Le moment de ce flux de gènes dans les ancêtres des individus de Logkas lors de l'âge du bronze moyen a été estimé à 2300 av. J.-C. Ces observations sont en accord avec les hypothèses antérieures fondées à la fois sur des preuves archéologiques et linguistiques, selon lesquelles les populations d'ascendance steppique ont contribué à la formation de la culture helladique,. Les résultats paléogénétiques, à l'instar d'autres études concernant les migrations de populations de la steppe pontique au cours du Néolithique tardif en Europe, montrent un flux de gènes biaisé par les mâles de l'ascendance steppique vers la mer Égée (les hommes des steppes se croisant avec des femmes locales).
Les populations grecques actuelles sont génétiquement le résultat du mélange des populations néolithiques encore prédominantes au bronze ancien et des populations steppiques arrivées en Grèce au début du bronze moyen,.